# Substância corrosiva

Pictograma padronizado (símbolo de risco C) utilizado na União Europeia para assinalar produtos corrosivos ou cáusticos.

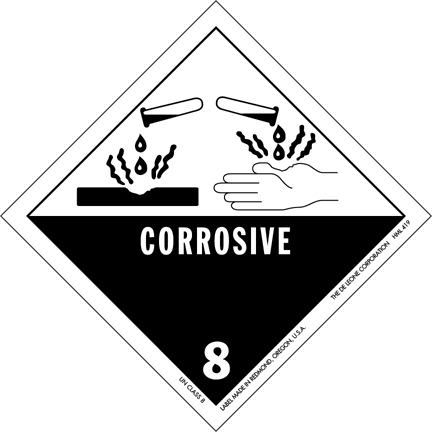
Pictograma utilizado nos Estados Unidos da América e noutros países para assinalar veículos e contentores transportando produtos corrosivos (DOT Corrosive Label).

Uma substância corrosiva (do latim corrodere, 'roer', indicando a capacidade destas substâncias para desgastar ou destruir a pele) é aquela que por acção química (reacção de corrosão) é capaz de destruir ou irreversivelmente danificar substâncias ou superfícies com as quais esteja em contacto, incluindo os tecido vivos. Quando o efeito corrosivo atinge tecidos vivos, é em geral designado por queimadura química. As substâncias corrosivas colocam sérios riscos para a saúde das pessoas, incluindo danos nos olhos, pele e outros tecidos, podendo a inalação ou a ingestão  afectar o trato respiratório ou o trato gastrointestinal. As queimaduras químicas são frequentemente fatais.

## Conceito e terminologia
A característica que determina o carácter corrosivo de uma substância é a sua capacidade de corroer outras substâncias por acção química, isto é para reagir quimicamente com a superfície da substância que é corroída.
O termo corrosão, derivado do verbo latino corrodere, que significa morder ou roer, descreve o efeito das substâncias corrosivas (aliás graficamente bem expresso no pictograma adoptado pela generalidade dos sistemas de rotulagem e constante das figuras ao lado) que parecem capazes de perfurar outras substâncias, roendo através delas.
Quando se descreve o efeito das substâncias corrosivas sobre materiais biológicos, incluindo a formação de queimaduras químicas, é frequente utilizar-se o termo cáustico como sinónimo de corrosivo, mas por convenção o termo cáustico deve ser usado exclusivamente quando referido aos efeitos de bases fortes, particularmente álcalis, sendo de evitar quando aplicado ao efeito de ácidos, oxidantes e outros compostos corrosivos não-alcalinos. Pela mesma lógica deve ser evitado o uso do termo ácido quando designando imprecisamente o conjunto de substâncias corrosivas.
As substâncias corrosivas actuam de forma diferente dos venenos, já que o seu efeito sobre os tecidos é imediato ou quase imediato, produzindo-se aquando o contacto e restringindo-se à área atingida, enquanto os venenos podem ter toxicidade sistémica, com efeitos cuja extensão e localização requer tempo e em geral não estão directamente relacionados com o ponto de contacto ou de entrada no organismo. Coloquialmente, as substâncias corrosivas podem ser referidas como "venenos", mas os conceitos são tecnicamente distintos. Contudo, nada impede uma substância corrosiva de ser venenosa, sendo comuns os produtos que são simultaneamente corrosivos e venenosos.
Quando em baixa concentração, uma substância corrosiva é geralmente um irritante, causando danos reversíveis na pele e nos tecidos.
A corrosão de superfícies não vivas, como os metais, é um conceito distinto. Por exemplo, uma célula electroquímica água/ar corrói ferro produzindo ferrugem. Apesar desta distinção, no Sistema globalmente harmonizado de classificação e rotulagem de produtos químicos, a rápida corrosão de metais também qualifica para o símbolo de "corrosivo".

## Corrosividade
As substâncias corrosivas mais comuns são os ácidos fortes e as bases fortes e as soluções concentradas de certos ácidos fracos e bases fracas.
A sua acção sobre os tecidos vivos resulta em geral da catálise ácido-base da hidrólise de ésteres e amidas. Contudo, os ácidos e bases corrosivas são capazes de desengordurar a pele ao catalisar a hidrólise das gorduras que a protegem, as quais são quimicamente ésteres. Por outro lado, as proteínas são tipicamente amidas, as quais podem também ser facilmente hidrolisadas por catálise ácido-base.
Contudo, há casos em que a substância, mesmo sendo um ácido fraco, quando diluída, é corrosiva para determinados materiais, mas completamente inofensiva para os tecidos vivos. É o caso do ácido acético, que em concentrações aproximadas de 4 % é o vinagre comestível, mas quando concentrado é fortemente agressivo para os tecidos vivos.
Outro mecanismo de corrosão por ácidos e bases fortes é pela desnaturação das proteínas, as quais também se hidratam facilmente. A hidratação remove a água do tecido e é significativamente exotérmica, contribuindo para o efeito de queimadura. Por exemplo, o ácido sulfúrico concentrado causa queimaduras térmicas em adição às queimaduras químicas que resultam da sua reacção com os tecidos.
Existem corrosivos específicos, com particular afinidade para determinadas substâncias, quase não reagindo com outras. O ácido fluorídrico, por exemplo, é inicialmente doloroso na sua acção, mas facilmente permeia tecidos para selectivamente atacar o tecido ósseo, sendo um corrosivo fraco de determinados metais, mas intenso dos silicatos e da sílica, em particular do vidro.
A mesma selectividade é comum entre os  fluoretos, em especial o fluoreto de amónio, que para os tecidos vivos não é agressivo, mas reage fortemente com metais e silicatos.
Embora soluções de cloreto de zinco também sejam regularmente ácidas (pela definição de Brønsted), o catião zinco também ataca especificamente os grupos hidroxila como um ácido de Lewis. Isto explica a habilidade do cloreto de zinco reagir com a celulose e corroer tanto o papel como a seda.
Existem metais e outros materiais que apresentam corrosão quando submetidos a determinadas substâncias, mas não a outras similares. Também nalguns casos, a corrosão ocorre apenas temporariamente, cessando após algum tempo. Alguns materiais são corroídos por soluções concentradas de determinadas substâncias, mas não por soluções diluídas, e vice-versa, sendo alguns resistentes às altas concentrações, mas não a baixas concentrações. Em alguns casos, questões electrolíticas interferem com a resistência à corrosão, produzindo passivação.

## Causticidade
Quando se trata da acção de álcalis fortes sobre tecidos vivos, a corrosividade é em geral designada por causticidade. Essa característica é tão marcante nessas substâncias que os seus nomes populares ganharam historicamente o termo cáustico como componente. Exemplos dessa associação terminológica são o hidróxido de sódio (soda cáustica), o hidróxido de potássio (potassa cáustica) e o hidróxido de cálcio (cal viva ou cal cáustica)
Normalmente os metais alcalinos, os metais alcalino-terrosos e os seus hidróxidos são cáusticos, mas, apesar de convencionalmente inadequado, é comum designar as substâncias muito corrosivos para os tecidos animais por cáusticos, sejam eles ácidos, bases ou sais, orgânicos ou inorgânicos.
Determinados sais metálicos, como o nitrato de prata, libertam substâncias cáusticas por decomposição.
Exemplos de substâncias orgânicas cáusticas são o fenol e o cloreto de adipoíla. Alguns insectos, como a cantárida, secretam substâncias cáusticas para a pele humana (no caso, a cantaridina). Também a seiva de plantas é cáustica, como o látex da popular coroa-de-cristo.
O conceito de cáustico não deve ser confundido e relacionado directamente com o de corrosivo, embora muitas substâncias corrosivas sejam cáusticas.